# بنجامين بي توماس
بنجامين بي توماس (بالإنجليزية: Benjamin P. Thomas)‏ هو مؤرخ أمريكي، ولد في 22 فبراير 1902، وتوفي في 29 نوفمبر 1956.